# Hyperbolická navigace
Hyperbolická navigace je druhem radiových dálkoměrných navigačních systémů, používaných v lodní a letecké dopravě. Existovala (a stále existuje) řada systémů hyperbolické navigace, ale jejich význam klesá spolu s rozvojem satelitních navigačních systémů.

## Princip
Základem je vysílání přesně synchronizovaných dvojic majáků. Majáky vysílají ve stejný čas impulsy. Přijímač zjišťuje rozdíl časů mezi přijatými signály od obou majáků. Tento rozdíl umožní na mapě určit hyperbolu (při rovnosti signálů přímku), na které se přijímač nachází.
Použitím jiné dvojice vysílačů je možné určit další hyperbolu. Polohu přijímače pak udává jejich průsečík.

## Historické systémy
Teoretický základ hyperbolické rádiové navigace byl dán ve 30. letech dvacátého století, ale praktická realizace byla možná až ve 40. letech a k nasazení prvních systémů došlo ve II. světové válce. Posléze byly uvolněny pro civilní použití na lodích a letadlech a signálem byly globálně pokryty všechny důležité trasy. V 80. letech však nastal ústup ve prospěch přesnějších systémů s méně komplikovanou obsluhou a od roku 2015 byly vysílače postupně vypnuty, především v Evropě a USA.
- Pravděpodobně prvním systémem byl GEE britského bombardovacího letectva, používaný od roku 1942 do začátku 60. let.
- Nejznámějším byl systém LORAN, především jeho varianty A (krátkovlnný) a C (dlouhovlnný), který rovněž pracoval s přesným měřením času přicházejících impulsů.
- Čajka byl sovětskou variantou na dlouhovlnný systém LORAN-C.
- Decca používal na rozdíl od Loranu porovnání fáze dvou vysílačů pracujících mezi 70 a 130 kHz, což vedlo k vyšší přesnosti.
- Systém Omega byl zaveden v 70. letech pro navigaci letadel na dálkových trasách, využíval kmitočty mezi 10 a 14 kHz, vypnut byl koncem století.